# Katedra w Reykjavíku
Katedra w Reykjavíku (isl. Dómkirkjan) – katedra luterańska w Reykjavíku, stolicy Islandii. Została wybudowana w latach 1789–1796 przy placu Austurvöllur w stylu klasycystycznym przez duńskiego architekta Bertela Thordvaldsena. W 1874 w katedrze po raz pierwszy wykonano hymn Islandii. Członkowie parlamentu Islandii (Althingu) przed każdą sesją uczestniczą w nabożeństwie w katedrze. Katedra mieści się przy ulicy Lækjargata.